# テイラー郡 (テキサス州)
テイラー郡（英: Taylor County）は、アメリカ合衆国テキサス州の中央部北に位置する郡である。人口は14万3208人（2020年）。郡庁所在地はアビリーンであり、同郡で人口最大の都市である。郡名はアラモの戦いで戦死したエドワード、ジョージ、ジェイムズのテイラー3兄弟に因んで名付けられた。
テイラー郡はキャラハン郡、ジョーンズ郡と共にアビリーン都市圏を構成している。テイラー郡

## 年譜

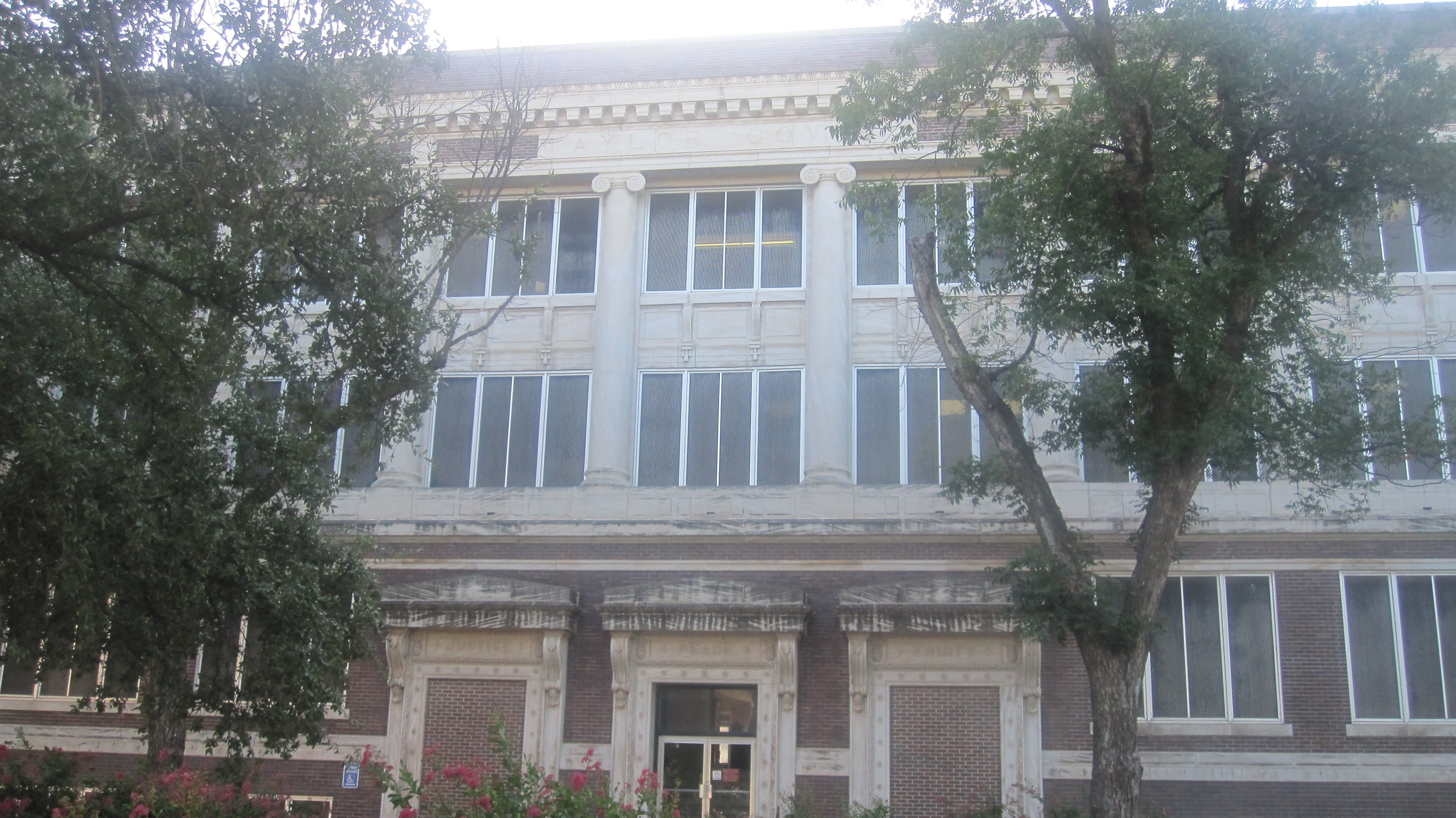
テイラー郡旧庁舎、現在は限られた用途になっている

- テイラー郡となった地域の初期住人にはペンテカ族インディアンがいた[3]
- 1849年、アメリカ陸軍工兵のランドルフ・マーシー大尉が、西テキサスからカリフォルニア州に抜けるルートを探して、郡内を通過した[4]
- 1858年、テキサス州議会がベア郡とトラヴィス郡の一部を合わせてテイラー郡を設立した。郡名はアラモ砦の守備隊員エドワード、ジョージ、ジェイムズのテイラー3兄弟に因んで名付けられた。バターフィールド陸路郵便がマーケルにマウンテンパス駅を設置し、1861年まで使われた[3]
- 1872年、最初の牛飼いが現在のテイラー郡に入った.[3]
- 1878年、テイラー郡が組織化された。バッファローギャップが郡庁所在地に指定された[3][5]
- 1880年、テキサス・アンド・パシフィック鉄道が後のアビリーン市となる場所を通る鉄道敷設契約に署名した[4]
- 1881年、アビリーンの町が設立され、カンザス州アビリーンに因んで名付けられた[6]
- 1883年、アビリーンが郡庁所在地に指定された[6]。バプテスト信者の10家族の荷車隊が郡内に到着した[3]
- 1890年、アビリーン交易委員会が組織された。郡内には587の農園と牧場があった[3]
- 1891年、ハーディン・サイモンズ大学が、スウィートウォーター・バプテスト協会によって、アビリーン・バプテスト・カレッジという名前でせつりつされた[7]
- 1897年、ライトル湖が造られた[3]
- 1904年、アビリーンに州立てんかん患者コロニーが開かれた[8]
- 1906年、アビリーン・クリスチャン大学が、チャイルダーズ・クラシカル・インスティチュートとして開設された[9]
- 1924年、ヘンドリックス医療センターがアビリーンで西テキサス・バプテスト療養所として設立された。西テキサス歴史協会がアビリーンで認可された[3]
- 1926年、マクマリー大学の最初の4年生が卒業した[10]
- 1929年、郡内で石油が発見された[11]
- 1933年、アビリーン市が市民保全部隊に土地を寄付した[12]
- 1942年、ダイエス空軍基地がアビリーン基地として設立された。テキサス州生まれでバターン死の行進の生存者ウィリアム・ダイエス中佐に因んで基地名が付けられた[13]
- 1950年、アビリーン交響楽団が創設された。ジェイ・ディーツァーが初代指揮者になった[3]
- 1956年、バッファローギャップ歴史村がオープンした[14]
- 1998年、アメリカ馬牧場協会がアビリーン市で結成された[15]

## 地理
アメリカ合衆国国勢調査局に拠れば、郡域全面積は919平方マイル (2,380 km2)であり、このうち陸地916平方マイル (2,372km2)、水域は4平方マイル (10 km2)で水域率は0.39%である。

### 主要高規格道路
- 州間高速道路20号線
- アメリカ国道83号線
- アメリカ国道84号線
- アメリカ国道277号線
- テキサス州道36号線

### 隣接する郡
- ジョーンズ郡 - 北
- キャラハン郡 - 東
- コールマン郡 - 南東
- ラネルズ郡 - 南
- ノーラン郡 - 西

## 人口動態
以下は2000年国勢調査による人口統計データである。
| 基礎データ - 人口: 126,555人 - 世帯数: 47,274 世帯 - 家族数: 32,524 家族 - 人口密度: 53人/km2（138人/mi2） - 住居数: 52,056軒 - 住居密度: 22軒/km2（57軒/mi2） 人種別人口構成 - 白人: 80.61% - アフリカン・アメリカン: 6.73% - ネイティブ・アメリカン: 0.58% - アジア人: 1.25% - 太平洋諸島系: 0.07% - その他の人種: 8.35% - 混血: 2.42% - ヒスパニック・ラテン系: 17.64% 年齢別人口構成 - 18歳未満: 26.6% - 18-24歳: 13.8% - 25-44歳: 27.8% - 45-64歳: 19.3% - 65歳以上: 12.4% - 年齢の中央値: 32歳 - 性比（女性100人あたり男性の人口） - 総人口: 94.1 - 18歳以上: 91.1 | 世帯と家族（対世帯数） - 18歳未満の子供がいる: 34.7% - 結婚・同居している夫婦: 538% - 未婚・離婚・死別女性が世帯主: 11.5% - 非家族世帯: 31.2% - 単身世帯: 25.7% - 65歳以上の老人1人暮らし: 9.7% - 平均構成人数 - 世帯: 2.54人 - 家族: 3.07人 収入と家計 - 収入の中央値 - 世帯: 34,035米ドル - 家族: 40,859米ドル - 性別 - 男性: 28,964米ドル - 女性: 21,021米ドル - 人口1人あたり収入: 17,176米ドル - 貧困線以下 - 対人口: 14.5% - 対家族数: 10.4% - 18歳未満: 17.6% - 65歳以上: 9.2% |

## 都市と町
- アビリーン、人口117,063人 - 郡庁所在地
- バッファローギャップ
- キャップス、未編入の町
- インパクト
- ローン
- マーケル
- オバロ]、未編入の町
- ポトシ
- トレント
- タスコーラ
- タイ
- ビュー、未編入の町
- ワイリー、未編入の町